# Міщенко Олександр Михайлович
Міщенко Олександр Михайлович (нар. 18 січня 1971, м. Лубни Полтавської області) – український письменник (поет, прозаїк), журналіст. Член Полтавської спілки літераторів з 1996 року, Національної спілки журналістів України з 2003 року та Національної спілки письменників України з 2004 року.

## Біографічні відомості
Закінчив Полтавський обласний вечірній університет журналістики (1999). Працівник літературно-мистецької газети «Акорд» (1995–1998), позаштатний кореспондент обласної газети «Молодіжна газета» (м. Пирятин), з 1996 до 1998 року — засновник і видавець першого в Лубнах літературного журналу «Дюжина», з 2003 — кореспондент, згодом редактор відділу сільського життя міськрайонної громадсько-політичної газети «Лубенщина».
Також із 2003 року очолює літературне об'єднання імені Олеся Донченка в Лубнах. На громадських засадах редагує і видає обласну літературну газету літоб'єднання ім. О. Донченка «Ліра».

Мешкає в м. Лубни.

## Творчий доробок
Друкувався в журналах «Дзвін» (Львів), «Бахмутський шлях» (Луганськ), «Січеслав» (Дніпропетровськ), «Соборність» (Ізраїль), «Рідний край» (Полтава), «Український детектив», «Бористен», газетах «Літературна Україна», «Літературна Полтавщина», «Лубенщина», «Вісник», «Молодіжна газета», журналі для дітей «Журавлик», часописі української діаспори в Австралії «Прозріння», а також у колективних збірниках «Посульська муза» (Лубни, 1998) та «Сонячні перевесла» (Лубни, 2003), «Відлуння Василевого Різдва» (Полтава, 2004), «Біла альтанка» (Полтава, 2007), «Дзвінке перо Посулля» (Лубни, 2008), «Сяйво рідного слова» (Лубни, 2009), антології літераторів Полтавщини «Калинове гроно» (Полтава, 2004 та 2010), «Лубенський ужинок» (Миргород, 2013).

Автор книг:
- поезія:
  - «Екологія душі» (Лубни, 1996);
  - «Мальва Розпашна» (інтимна лірика) (Полтава, 2005);
  - «Полудень» (Лубни, 2011);
- проза:
  - «Жінка з планети Гріх» (Лубни, 1997);
  - «Попереду хвилі» (Київ, 2002);
  - «Картопляний жук» (повість) (Лубни, 2003);
  - «Узбіччя» (повість) (Лубни, 2009);
- для дітей:
  - «Трояндовий витязь» (Полтава, 2007);
  - «Літні пригоди Богданчика Коць-Василашка у Веселашках» (повість) (Миргород, 2010);
  - «Літні пригоди Богданчика» (повість) (Лубни, 2012);
  - «Новые приключения Айболита» (казка за мотивами творчості Корнія Чуковського) (Лубни, 2012);
  - «Стеариновий хлопчик» (фантастична повість) (Миргород, 2012).

Автор слів «Гімну Лубенщини».

## Відзнаки
Лауреат конкурсів, серед яких:
- Міжнародний конкурс найкращих творів молодих українських літераторів «Гранослов» (2000);
- Всеукраїнський конкурс сучасної новели ім. Валер'яна Підмогильного (ІІІ премія, 2006).

Премії:
- Міжнародна україно-німецька премія ім. Олеся Гончара (2001);
- Всеукраїнська літературна премія імені Олександра Олеся (2006);
- премія Полтавської обласної організації НСЖУ ім. Григорія Яценка (2010).